# National Socialist Movement

Othala-Rune auf neuerer Flagge der National Socialist Movement

National Socialist Movement ist eine der größten neonazistischen Vereinigungen in den Vereinigten Staaten. Sie gehört zur Bewegung der white nationalists, zu denen sich auch Gruppen wie der Ku-Klux-Klan, die Aryan Nations oder die National Alliance zählen. Die Gruppe wird derzeit von Burt Colucci geführt und hat ihre Wurzeln in der American Nazi Party, einer neonazistischen Partei, die sich die NSDAP als Vorbild genommen hat. Gegründet wurde die Organisation 1974 von Robert Brannen, der die Führung 1983 wegen gesundheitlicher Probleme an seinen Mitarbeiter Cliff Herrington übergab. Von 1994 bis Januar 2019 war Jeffrey Schoep Anführer der Organisation. Schoep wollte aus der Organisation aussteigen und seine Position dazu nutzen, die NSM zu untergraben. Er bat den schwarzen Aktivisten James Hart Stern um Hilfe. Stern war zuvor maßgeblich an der Auflösung eines Chapters des Ku-Klux-Klans in Michigan beteiligt gewesen. James Stern starb am 11. Oktober 2019 an Krebs. Seitdem führt Burt Colucci die Organisation. Jeff Schoep hat seine rassistische Vergangenheit aufgegeben und er hat auch auf sein Engagement in allen rassistischen Gruppen verzichtet.
Am 15. und 16. Oktober 2005 kam es in der Stadt Toledo im US-Bundesstaat Ohio zu Unruhen, als anlässlich eines Demonstrationsaufzuges des National Socialist Movements diese mit Gegendemonstranten zusammenstießen. Dabei setzte die örtliche Polizei Tränengas insbesondere gegen die nicht angemeldete Gegendemonstration ein. Der Bürgermeister der Stadt, Jack Ford, bekräftigte das Recht der Nationalsozialisten, ihre Sache öffentlich zu vertreten, was die Unruhen wahrscheinlich erst in Gang setzte. Die Presse sprach von einem wütenden Mob von 600 Menschen, zu dem sich auch Straßengangs gesellt hätten, die baseballgroße Steine auf die Polizisten geworfen, Autos beschädigt und eine Bar in Brand gesetzt hätten. Allein 114 Personen wurden in Gewahrsam genommen. Offenbar war die nationalsozialistische Bewegung bewusst in diese Stadt gegangen, die extrem abhängig von der Automobilindustrie ist, was sich durch eine hohe Arbeitslosenquote bemerkbar macht.
Am 12. Mai 2011 wurde Jeffrey Russell Hall, ein führendes Mitglied der Vereinigung, von seinem zehnjährigen Sohn Joseph mit einem aufgesetzten Kopfschuss getötet. Gegen diesen wurde Ende Oktober 2012 ein Mordprozess eröffnet. Laut dem Staatsanwalt Michael Soccio, habe Joseph die Tat begangen, weil sein Vater sich von seiner Stiefmutter trennen wollte. Joseph selbst gab an, dass er es leid war, dass sein Vater ihn und seine Stiefmutter schlug. Joseph wurde zwölfjährig zu einer Haft bis zum 23. Lebensjahr verurteilt.